# ای مرد خوش‌شانس!
ای مرد خوش‌شانس! (انگلیسی: O Lucky Man!) فیلمی در ژانر فانتزی و کمدی-درام به کارگردانی لیندسی اندرسن است که در سال ۱۹۷۳ منتشر شد.

## بازیگران
- مالکوم مک‌داول
- رالف ریچاردسون
- ریچل رابرتس
- آرتور لووی
- هلن میرن
- گراهام کراودن
- دندی نیکولز
- پیتر جفری
- مونا واشبورن
- فیلیپ استون
- والاس ایتن
- وارن کلارک
- بیل اوون
- مایکل مدوین
- ویویان پیکلز
- جفری پالمر
- کریستین نونان
- آنتونی نیکولز
- جیمز بولام
- بن آریس
- مارگو بنت
- لیندسی اندرسن
- سو باند
- آنا داسون